# Josef Stangl (Widerstandskämpfer)
Josef Stangl (* 2. Oktober 1911 in Vitis; † 14. März 1966 in Frankenfels) war ein österreichischer Priester und Pfarrer in Frankenfels von 1946 bis 1966. Neben der Arbeit als Seelsorger wirkte er auch als Widerstandskämpfer und war nach der Verhaftung durch die Gestapo über vier Jahre im Konzentrationslager Dachau bei München inhaftiert.

## Leben

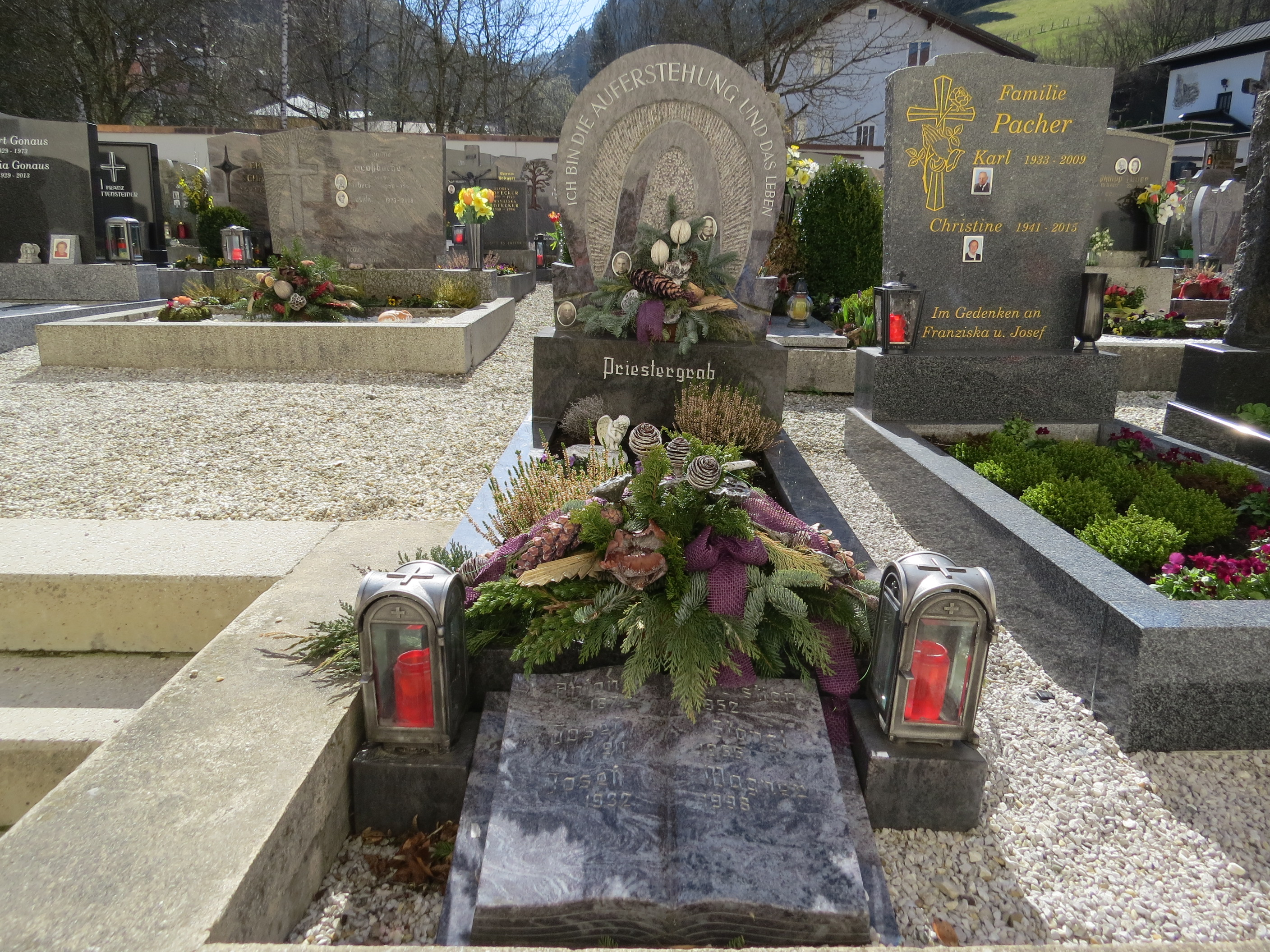
Grab von Josef Stangl im Friedhof Frankenfels

Josef Stangl stammte aus Vitis, Jetzles 11, seine Eltern waren der Landwirt Johann Stangl (* 15. Juli 1876) und Anna Stangl, geborene Löffler (* 13. Juli 1870). Er absolvierte das Stiftsgymnasium Seitenstetten und im Anschluss das Priesterseminar in St. Pölten und erhielt 1936 dort seine Priesterweihe, wo er kurze Zeit als Kaplan tätig war. Ab 1. September 1939 war Stangl zuerst Provisor und am 1. Jänner 1940 Pfarrer in Großau bei Raabs an der Thaya.
Als Gegner der nationalsozialistischen Gewaltherrschaft musste er nach der Festnahme durch die Gestapo am 21. September 1940 und der Einlieferung in das Landgerichtsgefängnis Znaim im Herbst 1940 über vier Jahre im Konzentrationslager Dachau bei München verbringen. Auslöser dürften eine Predigt über Jugenderziehung und das Unterlassen des Glockenläutens anlässlich des siegreichen Westfeldzuges und der Eroberung von Paris und Flandern durch die Wehrmacht gewesen sein. Außerdem hatte er an den Landrat, von dem er wegen Übertretung der Gewerbeordnung mit fünf Reichsmark bestraft wurde, eine Beschwerde geschrieben, in der er ankündigte, dass er bei Sammlungen für das Winterhilfswerk des Deutschen Volkes, die Nationalsozialistische Volkswohlfahrt und das Deutsche Rote Kreuz so lange nicht spenden werde, bis er den Betrag von fünf Reichsmark wieder hereingebracht habe. Im Schutzhaftbefehl des Gestapa Berlin vom 18. Oktober 1940 steht unter anderem, dass er durch sein Vergehen „nicht nur seine gegnerische Einstellung zum heutigen Staat zu erkennen gibt, sondern auch zu der Befürchtung Anlass gibt, er werde bei Freilassung sein die Öffentlichkeit beunruhigendes und den Zusammenhalt der inneren Front störendes Treiben zum Nachteil von Volk und Reich fortsetzen“.  
Die Angehörigen wurden nach der Verhaftung über das weitere Schicksal und seinen Aufenthaltsort nicht informiert, es gelang der Familie aber immer wieder durch Zufälle, Kontakt mit dem Sohn aufzunehmen. Schließlich wurde vom KZ Dachau ein Brief an die Angehörigen gesendet. Josef Stangl konnte darauffolgend einen äußerst spärlichen und wegen der Zensur verklausulierten persönlichen Briefverkehr mit seinen Verwandten führen, wobei nur 14 Zeilen pro Brief erlaubt waren. In der Häftlingsbibliothek setzte er sich für das geistige und seelische Wohl seiner Leidensgefährten ein.
In der Diözese St. Pölten wurden insgesamt drei Priester verhaftet. Eines Tages wurde er aufgerufen und entgegen seiner Vermutung, hingerichtet zu werden, folgte im April 1945 seine überraschende Entlassung. Er wurde mit anderen Mithäftlingen nach München gebracht und dort freigelassen. Zuvor musste er noch eine eidesstattliche Erklärung unterschreiben, dass er keine Schäden davongetragen habe und dass er gut behandelt worden sei. Josef Stangl konnte sich bis zu seinem Tod nicht erklären, warum er entlassen wurde. Der Geistliche hat laut Entlassungsschein die Zeit von 10. November 1940 bis 28. März 1945 im KZ Dachau verbracht.
Nach dem Zweiten Weltkrieg wirkte er, von seiner Haftzeit gesundheitlich geschwächt, als Pfarrer in Frankenfels von 1946 bis zu seinem Tod 1966, wo er geistlich und auch weltlich das Gemeindeleben prägte. Zu seinen Tätigkeiten zählen der Neubau des Pfarrhofs und des Pfarrheims, die Innen- und Außengeneralsanierung der Pfarrkirche, die Erneuerung des Friedhofs und anderes.

## Würdigungen

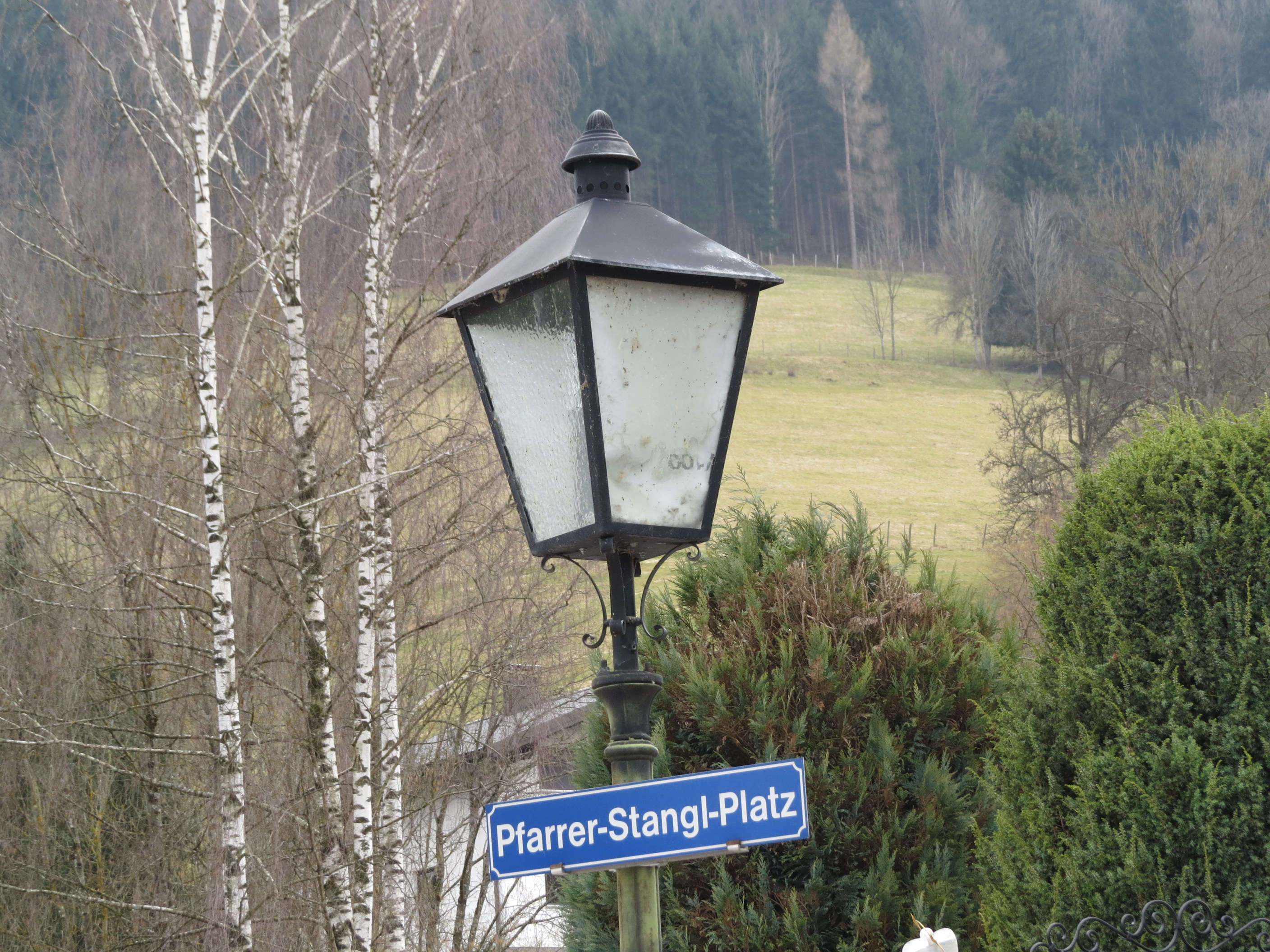
Schild des Pfarrer-Stangl-Platzes beim Kriegerdenkmal in Frankenfels

- 2011: Benennung des Platzes vor dem Kriegerdenkmal in Frankenfels mit dem Namen Pfarrer-Stangl-Platz
- 2011: Errichtung einer Gedenktafel in Großau bei Raabs